# Curtiss D
Die Curtiss 1911 Model D Type IV Pusher war das zweite Flugzeug, welches beim U.S. Army Signal Corps ab 1911 eingesetzt wurde. Es bekam die Bezeichnung Signal Corps Airplane No. 2.

## Geschichte

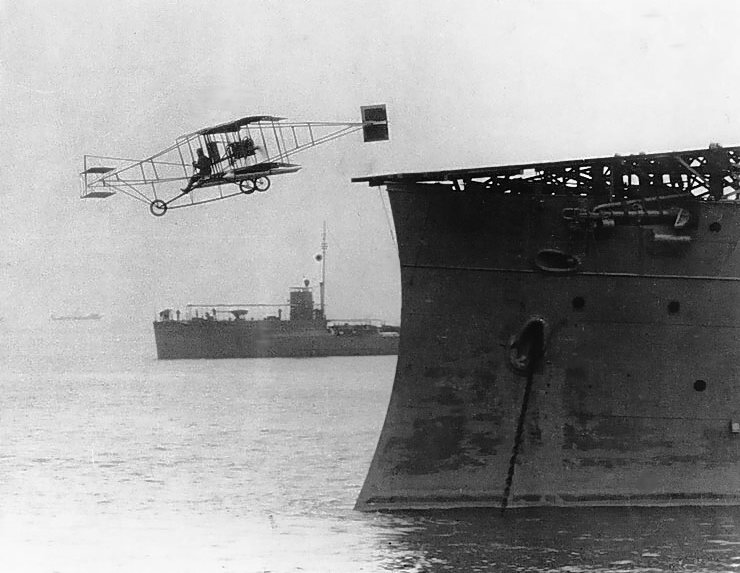
Ely startet von der USS Birmingham, 14. Nov. 1910

Ab 1910 versuchte Glenn Curtiss, seine Flugzeuge zivil und militärisch zu vermarkten, dabei stand er in einem starken Konkurrenzkampf mit den Brüdern Wright. Ein gewisser Eugene Burton Ely hatte in dieser Zeit ein Curtiss-Flugzeug seines Arbeitgebers zu Schrott geflogen. Nach der Reparatur des Flugzeugs brachte sich Ely das richtige Fliegen bei und machte intensive Flüge in Portland. Auf einer Reise zu einer Ausstellung nach Winnipeg in Kanada im Juni 1910 traf er Glenn Curtiss in Minneapolis, Minnesota. Von da an begann Ely für Curtiss zu arbeiten.
Im Oktober 1910 trafen Ely und Curtiss auf Captain Washington Chambers von der US-Marine. Dieser hatte den Auftrag, den Einsatz von Flugzeugen für die US-Marine zu prüfen. Dies führte zu zwei berühmt gewordenen Flugtests.
Am 14. November 1910 startete Ely als erster Mensch von einem Schiff aus. Der Flugtest erfolgte von einer provisorischen Plattform auf dem leichten Kreuzer USS Birmingham. Zwei Monate später am 18. Januar 1911 landete Ely als erster Mensch auf einem Schiff; dies war der schwere Kreuzer USS Pennsylvania.
Am 19. Oktober 1911 kam Ely bei einem Flugzeugabsturz auf einer Flugausstellung in Georgia ums Leben.
Das Curtiss 1911 Model D Type IV Pusher wurde am 27. April 1911 im Fort Sam Houston vom U.S. Army Signal Corps übernommen. Danach wurden 1911 fünf weitere Maschinen bestellt.

## Konstruktion
Das militärische Model D entsprach weitgehend dem zivilen Model D Pusher, einem Doppeldecker mit Druckpropeller und einem starren dreirädrigen Fahrwerk. Die Querruder waren allerdings nach hinten verlegt. Die Tragflächen waren leicht zerlegbar und konnten bequem mit Armeefahrzeugen transportiert werden. Das Querruder konnte mit einer Art Schulterhalterung des Piloten bewegt werden. Hinter dem Piloten war ein zusätzlicher Beobachterplatz.

## Nachbau
In den Jahren 1985 bis 1987 wurde das Flugzeug im USAF-Museum nachgebaut. Dabei gab es keine Originalzeichnungen und so mussten die Maße aus alten Fotografien abgeleitet werden. Weitere Maße wurden von einer existierenden Curtiss Pusher abgenommen. Der Motor wurde aus Holz und Plastik nachgestellt. Die verwendeten Materialien entsprachen dem Original.

## Technische Daten

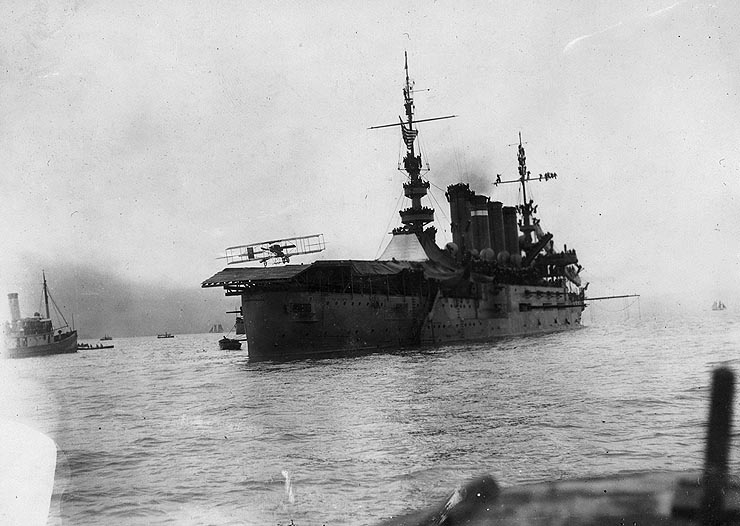
Ely landet auf der USS Pennsylvania, 18. Jan. 1911

| Kenngröße             | Daten der Curtiss Model D Type IV Pusher |
| --------------------- | ---------------------------------------- |
| Besatzung             | Pilot und Beobachter                     |
| Länge                 | 8,9 m                                    |
| Spannweite            | 11,6 m                                   |
| Höhe                  | 2,3 m                                    |
| Leermasse             | 317 kg                                   |
| Startmasse            | 589 kg                                   |
| Antrieb               | ein V-8 Curtiss mit 75 PS (ca. 60 kW)    |
| Höchstgeschwindigkeit | 80 km/h                                  |
| max. Flugdauer        | 2,5 h                                    |